# Reiner Klimke
Reiner Klimke (Münster, 14 de janeiro de 1936 – Münster, 17 de agosto de 1999) foi um adestrador alemão, campeão olímpico com seis medalhas de ouro e dois bronzes, e seis participações olímpicas de 1960 até 1988, excluindo 1980 pelo boicote de sua nação. 

## Carreira
Reiner Klimke representou seu país nos Jogos Olímpicos de 1960, 1964, 1968, 1976, 1984 e 1988, na qual conquistou a medalha de ouro no adestramento individual em 1984, e cinco vezes por equipes.

## Publicações
- Cavaletti: Ausbildung von Reiter und Pferd über Bodenricks Stuttgart: Franckh 1966
- Military: Geschichte, Training, Wettkampf Stuttgart: Franckh 1967, "Eventing"
- Cavalletti: Schooling of Horse and Rider over Ground Rails (tradução de Cavaletti por Daphne Machin Goodall) Londres: J.A. Allen 1969
- Le Concours complet: histoire, entraînement, compétition (tradução de Military por Pierre André) Paris: Crépin-Leblond 1977
- Grundausbildung des jungen Reitpferdes: von der Fohlenerziehung bis zum ersten Turnierstart Stuttgart: Franckh 1980
- Horse trials (tradução de Military por Daphne Machin Goodall) Londres: J.A. Allen 1984
- Ahlerich von der Remonte zum Dressur-Weltmeister; ein exemplarischer Ausbildungsweg Stuttgart: Franckh 1984
- Basic Training of the Young Horse: From the Education of the Young Foal to the First Competition (tradução de Grundausbildung por Sigrid Young) Londres: J.A. Allen 1985
- Ahlerich: The Making of a Dressage World Champion (tradução de Ahlerich por Courtney Searls-Ridge) Gaithersburg, MD: Half Halt Press 1986
- Von der Schönheit der Dressur vom jungen Pferd bis zum Grand Prix Stuttgart: Franckh-Kosmos 1991
- Klimke on Dressage: From the Young Horse Through Grand Prix (tradução de Courtney Searls-Ridge e Jan Spauschus Johnson) Middletown, MD: Half Halt Press 1992